# Latent bild
Latent bild är den exponering som gjorts på ett ljuskänsligt material, oftast fotografisk film eller fotopapper, men ännu inte framkallats och därmed blivit synlig för ögat.
Den latenta bilden har hög beständighet så länge det fotografiska materialet förvaras under acceptabla omständigheter. Ett känt exempel är de bilder som togs av Nils Strindberg under Andrées polarexpedition 1897, och inte framkallades förrän 33 år senare av John Hertzberg.